# إل دبليو 2 (تصنيف)

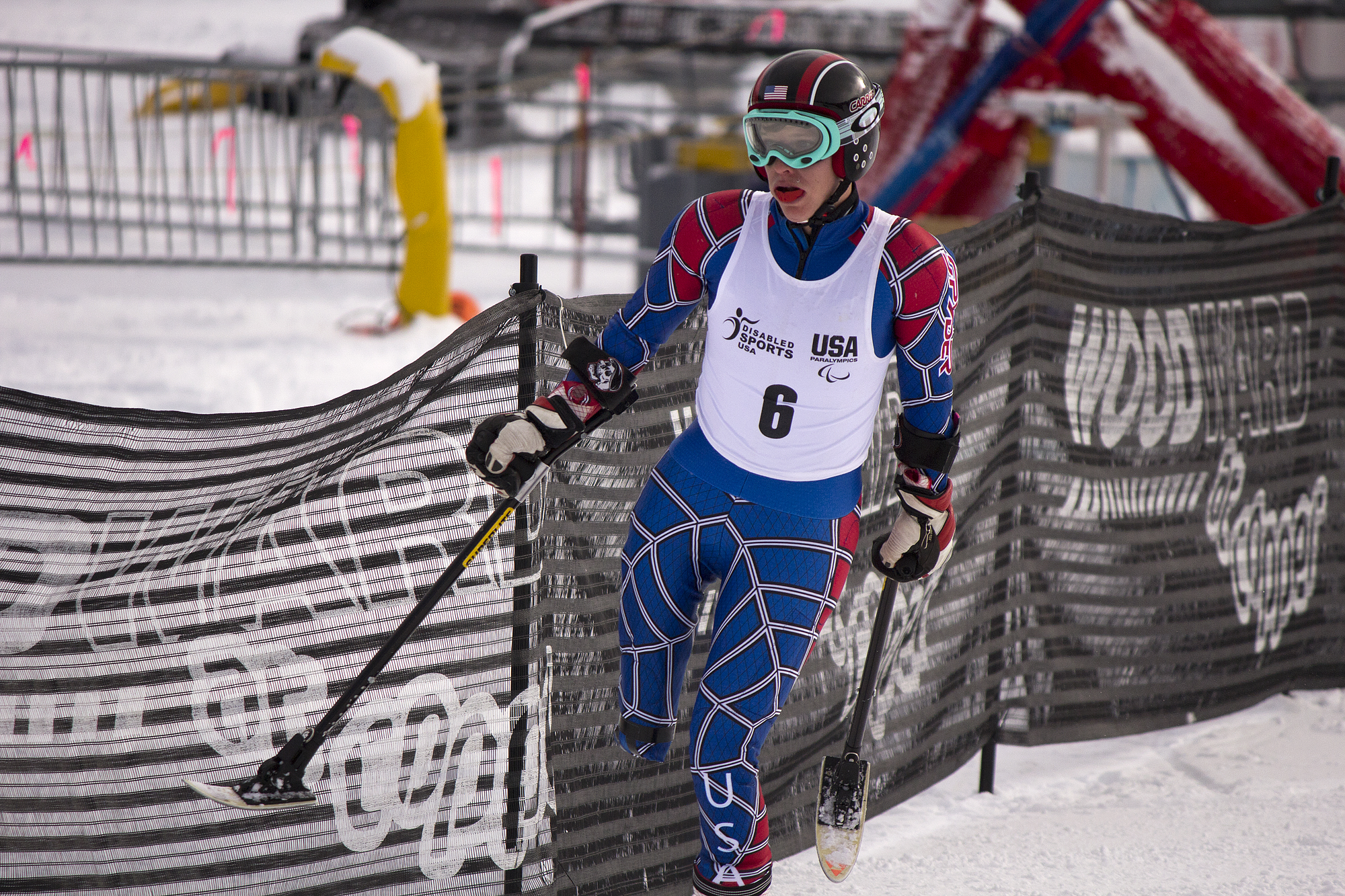
المتزلجة المصنفة LW2 أليسون جونز تتنافس في سوبر جي في كأس نور-أم 2012

إل دبليو 2 هو تصنيف رياضي للتزلج وقوفًا في التزلج الألبي لذوي الاحتياجات الخاصة والتزلج النوردي لذوي الاحتياجات الخاصة، تم تعريفه بواسطة اللجنة البارالمبية الدولية (IPC). المتنافسون في هذه الفئة لديهم إعاقة شديدة في أحد الأطراف السفلية، والتي قد تكون نتيجة بتر، أو إيثاق المفصل في الساق والورك. اعتمادًا على نوع التزلج، يتم التعامل مع عملية التصنيف الدولية للمتزلجين من فئة LW2 بواسطة اللجنة الفنية للتزلج الألبي التابعة لـIPC واللجنة الفنية للتزلج النوردي التابعة لـ IPC. تتولى الاتحادات الرياضية الوطنية التصنيف على المستويات الأدنى.
في التزلج الألبي لذوي الاحتياجات الخاصة، يستخدم المتزلجون زلاجة واحدة وعصي تزلج اثنتين، بينما يستخدم متزلجو التزلج النوردي لذوي الاحتياجات الخاصة زلاجتين وعصي تزلج اثنتين. يمكن استخدام معدات أخرى مثل العكازات المزودة بزلاجات. تم تطوير تقنيات تزلج وتدريب محددة لمتزلجي LW2 لمعالجة نوع إعاقتهم واستخدام المعدات. يُستخدم نظام عامل تصحيح في كل من التزلج الألبي والنوردي لذوي الاحتياجات الخاصة للسماح للفئات المختلفة بالتنافس ضد بعضها البعض عندما يكون هناك عدد قليل جدًا من المتنافسين الأفراد في فئة واحدة في المسابقة. قد تتغير هذه العوامل من موسم تزلج إلى آخر.
تم تضمين هذا التصنيف في عدد من الأحداث الميدالية في المسابقات الكبرى منذ الثمانينيات. تم تجميعه لاحقًا في بعض الأحيان مع فئات أخرى لأحداث الميداليات. يشمل المتزلجون في هذه الفئة الرياضية الأستراليين مايكل ميلتون، وتوبي كين وكاميرون راليس رابولا، والأمريكية أليسون جونز.

## التعريف
هذا هو تصنيف الوقوف المستخدم في التزلج الألبي لذوي الاحتياجات الخاصة والتزلج النوردي لذوي الاحتياجات الخاصة، حيث LW تعني Locomotor Winter (حركي شتوي). وهو مخصص للأشخاص الذين يعانون من إعاقة شديدة في طرف سفلي واحد، والتي قد تكون نتيجة بتر، أو إيثاق المفصل في الساق والورك، أو مرض مثل شلل الأطفال. يحصل المتنافسون في هذه الفئة على 20 درجة أو أقل في اختبار القوة لساق واحدة. عرفت اللجنة البارالمبية الدولية (IPC) صراحةً هذا التصنيف الرياضي للتزلج الألبي لذوي الاحتياجات الخاصة بأنه "المتنافسون ذوو الإعاقات الشديدة في طرف سفلي واحد ... الملف التعريفي النموذجي للإعاقة في هذه الفئة هو البتر فوق الركبة لساق واحدة." بالنسبة للتزلج النوردي لذوي الاحتياجات الخاصة، تعرف IPC هذه الفئة بأنها "أولئك الذين يعانون من ضعف في طرف سفلي واحد بالكامل (يشمل هياكل الحوض وما بعدها)." في عام 2002، وصفت اللجنة البارالمبية الأسترالية هذا التصنيف للتزلج الألبي بأنه تصنيف تزلج وقوفًا مع "زلاجة واحدة، وعصاتي تزلج، وإعاقة في ساق واحدة فوق الركبة." عرفت Cross Country Canada هذا التصنيف للتزلج النوردي لذوي الاحتياجات الخاصة بأنه "ضعف في طرف سفلي واحد بالكامل (الساق) يشمل الحوض والهياكل الطرفية" في عام 2012.
بالنسبة لمسابقات التزلج الألبي الدولية لذوي الاحتياجات الخاصة، يتم التصنيف من خلال اللجنة الفنية للتزلج الألبي التابعة لـIPC. يتولى اتحاد وطني مثل Alpine Canada التصنيف للمسابقات المحلية. بالنسبة لأحداث التزلج النوردي لذوي الاحتياجات الخاصة، يتم التعامل مع التصنيف من قبل اللجنة الفنية للتزلج النوردي التابعة لـ IPC على المستوى الدولي ومن قبل الاتحاد الرياضي الوطني مثل Cross-Country Canada على مستوى كل بلد على حدة. عند تقييم المتزلج في هذه الفئة الرياضية، يتم أخذ عدد من الأمور في الاعتبار بما في ذلك مراجعة التاريخ الطبي للمتزلج والمعلومات الطبية حول إعاقة المتزلج، وإجراء فحص بدني وتقييم شخصي للمتزلج أثناء التدريب أو المنافسة.

## المعدات
في التزلج الألبي لذوي الاحتياجات الخاصة، يتنافس المتزلجون في هذا التصنيف بزلاجة واحدة وعصاتي تزلج. يُطلق على تكوين التزلج الألبي لذوي الاحتياجات الخاصة هذا أحيانًا اسم المسار الثلاثي (3 track). يتم تعديل قواعد FIS لأحذية التزلج الألبي لذوي الاحتياجات الخاصة وارتفاعات الرباط لهذه الفئة عن القواعد المطبقة على معدات المتنافسين الأصحاء. في التزلج النوردي لذوي الاحتياجات الخاصة، يتنافس المتزلجون بزلاجتين وعصاتين. يستخدم المتزلجون زلاجات أطول قليلاً مما لو كانوا أصحاء. قد يستخدم المتزلجون في هذا التصنيف عكازات التزلج (outriggers). عكازات التزلج هي عكازات ساعد مزودة بزلاجة مصغرة على قاعدة متأرجحة، ويتم تعديلها للمتزلج بناءً على ارتفاع مفصل الورك للمتزلج عند الوقوف. في البياثلون، يمكن للرياضيين الذين يعانون من البتر استخدام دعامة للبندقية أثناء الرماية.

## التقنية
إحدى تقنيات التزلج الألبي لذوي الاحتياجات الخاصة المستخدمة في هذه الفئة تسمى طريقة المسار الثلاثي، وقد تم تطويرها كجزء من نظام التدريب الأمريكي. إحدى المهارات الأولى التي يتم تعلمها باستخدام هذه التقنية هي كيفية المشي بالزلاجة حتى يتمكن المتزلج من تعلم كيفية ثني الكاحل والركبة والورك. يتيح ذلك للمتزلج تحديد مركز ثقله. ثم يتم تعليم المتزلج كيفية القفز والدوران لفهم تنسيق الذراع والساق أثناء التزلج. تستخدم هذه التقنية فقط أثناء الثبات وليست مهارة تنافسية. يتعلم المتزلج بعد ذلك كيفية السقوط والنهوض مرة أخرى. المهارة التالية التي يتم تعلمها هي تسلق التضاريس المنحدرة بلطف، يليها تعلم النزول في مسار مستقيم وتعلم التوقف. بعد ذلك، يتعلم المتزلج كيفية الصعود والنزول من مصعد التزلج. يتبع ذلك تعلم كيفية اجتياز خط السقوط، مما يعلم المتزلج كيفية الحفاظ على حافة الزلاجة. ثم يتم تدريس مهارات أخرى بما في ذلك Uphill Christie، وبدء المنعطفات، والمنعطفات المتوازية، والتأرجحات القصيرة، والموجولز.
عند السقوط، يتم تعليم المتزلجين في هذه الفئة الذين يعانون من بتر فوق الركبة محاولة منع جذع ساقهم من الاصطدام بالثلج لأنه يمكن أن يسبب ضررًا أكبر لتلك الساق مقارنة بالساق الأخرى غير المبتورة جزئيًا. عند العمل على الخطوات الجانبية، يتم دعم المتزلج للحفاظ على جذع ساقه على الجانب الصاعد. يتم تعليم المتزلجين النخبة تجنب استخدام عكازات التزلج كعكازات فعلية. يتم تعليم المتزلجين الدوران باستخدام ساقهم بدلاً من عصي التزلج. يمكن للمتزلجين في هذه الفئة استخدام عكاز التزلج للمساعدة في الحفاظ على توازنهم أثناء الدوران على التل. قد يتمتع المتزلج الذي يعاني من بتر فوق الركبة بقدرة أفضل على إكمال المنعطفات على الجانب المقابل لبتره. عند الصعود إلى مصاعد التزلج، يجب على المتزلجين الذين يعانون من بتر فوق الركبة في هذا التصنيف رفع عكازات التزلج الخاصة بهم عن الأرض وتوجيهها للأمام.
عند استخدام عكاز التزلج، لا يقوم المتزلجون بتدوير أذرعهم لأن هذا يغير موقع الزلاجة على الثلج. تُستخدم عكازات التزلج للتوقف باستخدام تقنية تتضمن خفض مرفقي المتزلج من وضعهما المرتفع إلى وركيهما مع دفع عكازات التزلج لأسفل.
في البياثلون، يطلق جميع الرياضيين البارالمبيين النار من وضعية الانبطاح.

## الرياضة
يُستخدم نظام عامل تصحيح في هذه الرياضة للسماح للفئات المختلفة بالتنافس ضد بعضها البعض عندما يكون هناك عدد قليل جدًا من المتنافسين الأفراد في فئة واحدة في المسابقة. يعمل نظام عامل التصحيح من خلال وجود رقم لكل فئة بناءً على مستويات حركتهم الوظيفية أو رؤيتهم، حيث يتم حساب النتائج بضرب وقت الانتهاء في الرقم المصحح. الرقم الناتج هو الرقم المستخدم لتحديد الفائز في الأحداث التي يتم فيها استخدام نظام عامل التصحيح. لموسم التزلج النوردي لذوي الاحتياجات الخاصة 2003/2004، كانت النسبة المئوية للتقنية الكلاسيكية 91% وكانت النسبة المئوية للتقنية الحرة 86-91%. كانت النسبة المئوية لموسمي التزلج 2008/2009 و 2009/2010 هي 91-93% للتقنية الكلاسيكية و 86-91% للتقنية الحرة. في التزلج النوردي لذوي الاحتياجات الخاصة، كانت النسبة المئوية لموسم التزلج 2012/2013 هي 91-93% للتقنية الكلاسيكية و 86-91% للتقنية الحرة. بالنسبة لمتزلجي التزلج الألبي لذوي الاحتياجات الخاصة، خلال موسم 2005/2006، كان عامل التصحيح لسباق التعرج العملاق 0.9184362 وكان عامل التصحيح لسباق التعرج للرجال 1.000. كان عامل التصحيح لتصنيف التزلج الألبي LW2 خلال موسم التزلج 2011/2012 هو 1 لسباق التعرج، و 0.9211 لسباق التعرج العملاق، و 0.9243 لسباق السوبر جي و 0.9426 لسباق الانحدار.
في أحداث تزلج ذوي الإعاقة، يتم أحيانًا تجميع هذا التصنيف مع فئات الوقوف الأخرى التي يتم تصنيفها للبدء بعد فئات ضعاف البصر وقبل فئات الجلوس في سباق التعرج وسباق التعرج العملاق. في الانحدار، والسوبر جي، والسوبر المجمع، تتنافس هذه المجموعة نفسها بعد فئات ضعاف البصر وفئات الجلوس. في أحداث التزلج الريفي والبياثلون، يتم تجميع هذا التصنيف مع فئات الوقوف الأخرى. تنصح اللجنة البارالمبية الدولية منظمي الأحداث بتشغيل مجموعة تزلج الرجال وقوفًا بعد مجموعة الرجال المكفوفين وقبل مجموعة النساء المكفوفات. يُنصح بأن تكون فئات النساء وقوفًا هي الأخيرة.
بالنسبة لأحداث التزلج الألبي، يُطلب من المتزلج أن تكون عصي التزلج الخاصة به أو المعدات المكافئة مثبتة في الثلج أمام موضع البداية قبل بدء السباق. أثناء المنافسة، لا يمكن للمتزلج الألبي من ذوي الاحتياجات الخاصة استخدام طرف غير موجود في زلاجة للحصول على ميزة تنافسية لكسب السرعة أو الحفاظ على التوازن عن طريق وضعه في الثلج. إذا فعلوا ذلك، تنص القواعد على أنه سيتم استبعادهم من الحدث.
قد يصاب المتزلجون في هذه الفئة أثناء التزلج. بين عامي 1994 و 2006، كان لدى فريق التزلج الألبي الألماني لذوي الاحتياجات الخاصة أربعة متزلجين في فئة LW2 تعرضوا لإصابة أثناء التزلج. حدثت إصابة واحدة في عام 1996 وكانت "إصابة في الضفيرة العضدية". في عام 1998 في الألعاب البارالمبية الشتوية، كسر المتزلج من فئة LW2، ألكسندر سبيتز، ساقه في حدث الانحدار. في عام 2000، تعرض متزلج لـ "تشوه في الضفيرة العضدية وخلع أمامي في الكتف". في عام 2001، تعرض متزلج لـ "كسر في حديبة الكتف الكبرى وخلع أمامي". تتمتع هذه الفئة بمعدل أعلى من "تشوه الضفيرة العضدية ومعدل أعلى من إصابات الكتف" مقارنة بالمتزلجين الأصحاء.

## الأحداث

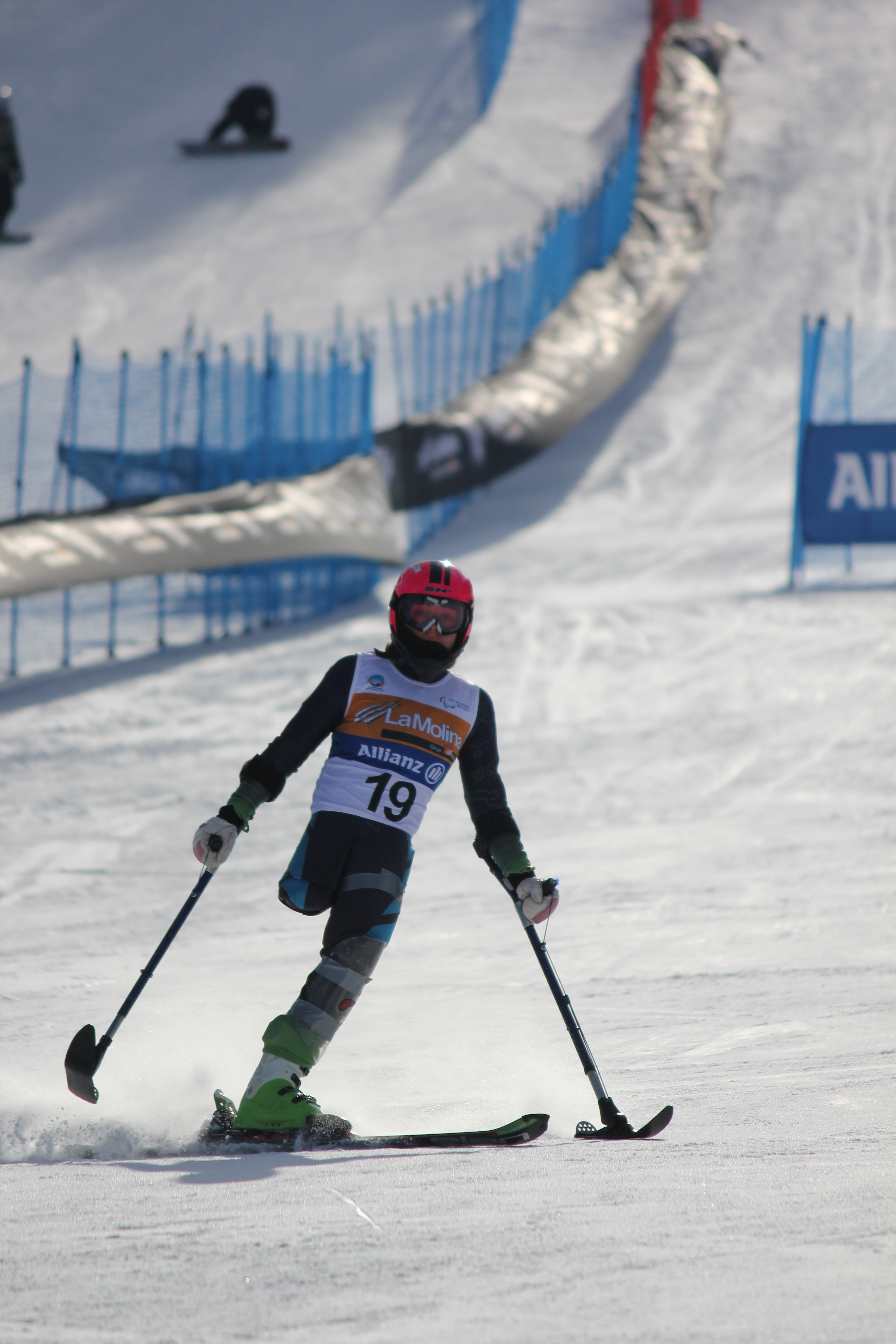
المتزلجة المصنفة LW2 أورسولا بويو تتنافس في بطولة العالم IPC للتزلج الألبي 2013

تم تضمين هذا التصنيف في عدد من الأحداث الميدالية في المسابقات الكبرى منذ الثمانينيات. تم تجميعه لاحقًا في بعض الأحيان مع فئات أخرى لأحداث الميداليات. في المسابقة الاستعراضية في الألعاب الأولمبية الشتوية 1984، شملت التخصصات المدرجة في البرنامج سباق الانحدار وسباق التعرج العملاق، حيث لم يتم تجميعها مع فئات أخرى لأحداث الميداليات للرجال والنساء. في ألعاب الشتاء العالمية للمعاقين عام 1988، شملت التخصصات الممثلة سباق التعرج، ولم يتم تجميع التصنيف مع فئات أخرى لأحداث الميداليات للسيدات.  في بطولة العالم للتزلج الألبي للمعاقين عام 1990، كان متزلجو LW2 في أحداث ميداليات خاصة بهم. في الألعاب البارالمبية الشتوية 1992، كان هذا التصنيف مؤهلاً لأحداث سباق التعرج والسوبر جي. في الألعاب البارالمبية الشتوية 1994، شملت الأحداث لهذا التصنيف سباق التعرج العملاق، والانحدار، والسوبر جي، وسباق التعرج.
في الألعاب البارالمبية الشتوية 2002، كانت التخصصات لهذا التصنيف مؤهلة لتشمل الانحدار، وسباق التعرج العملاق، وسباق التعرج، والسوبر جي. في الألعاب البارالمبية الشتوية 2002 في التزلج الألبي، لم يتم تجميع هذا التصنيف مع فئات أخرى لأحداث سباق التعرج العملاق للرجال، والسوبر جي، والانحدار، وأحداث سباق التعرج للسيدات، والسوبر جي، والانحدار. بعد ذلك بعامين، في بطولة العالم لعام 2004، كان لدى نساء LW2 أحداث ميداليات خاصة بهن في التزلج الألبي لذوي الاحتياجات الخاصة لأحداث تشمل الانحدار. في بطولة العالم للتزلج النوردي IPC لعام 2005، تم تجميع هذه الفئة مع تصنيفات تزلج وقوف أخرى. في التزلج الريفي، كانت هذه الفئة مؤهلة للتنافس في سباق فردي للرجال والسيدات لمسافة 5 كم و 10 كم و 20 كم. في البياثلون للرجال والسيدات، تم تجميع هذا التصنيف مرة أخرى مع فئات الوقوف في سباق 7.4 كم مع مرحلتي إطلاق نار وسباق 12.5 كم الذي كان به أربع مراحل إطلاق نار. في الألعاب البارالمبية الشتوية 2006، شملت الأحداث لهذا التصنيف الانحدار والسوبر جي. في بطولة العالم لعام 2009، تم تجميع هذا التصنيف مع فئات الوقوف الأخرى، حيث كانت 3 من المتزلجات العشر في حدث الانحدار وقوفًا من هذه الفئة، وحصلت أفضل متزلجة على المركز الخامس. في سباق الانحدار وقوفًا للرجال، كان هناك تسعة متزلجين من هذه الفئة.

## المتنافسون
يشمل المتزلجون في هذه الفئة الأستراليين مايكل ميلتون، وتوبي كين وكاميرون راليس رابولا، والأمريكية أليسون جونز، والمنافسة النيوزيلندية في بطولة العالم لعام 1990 لورين تي بونغا.